# عضو في البرلمان التركي
1. تحويل [[]]